# Bertozzi & Casoni

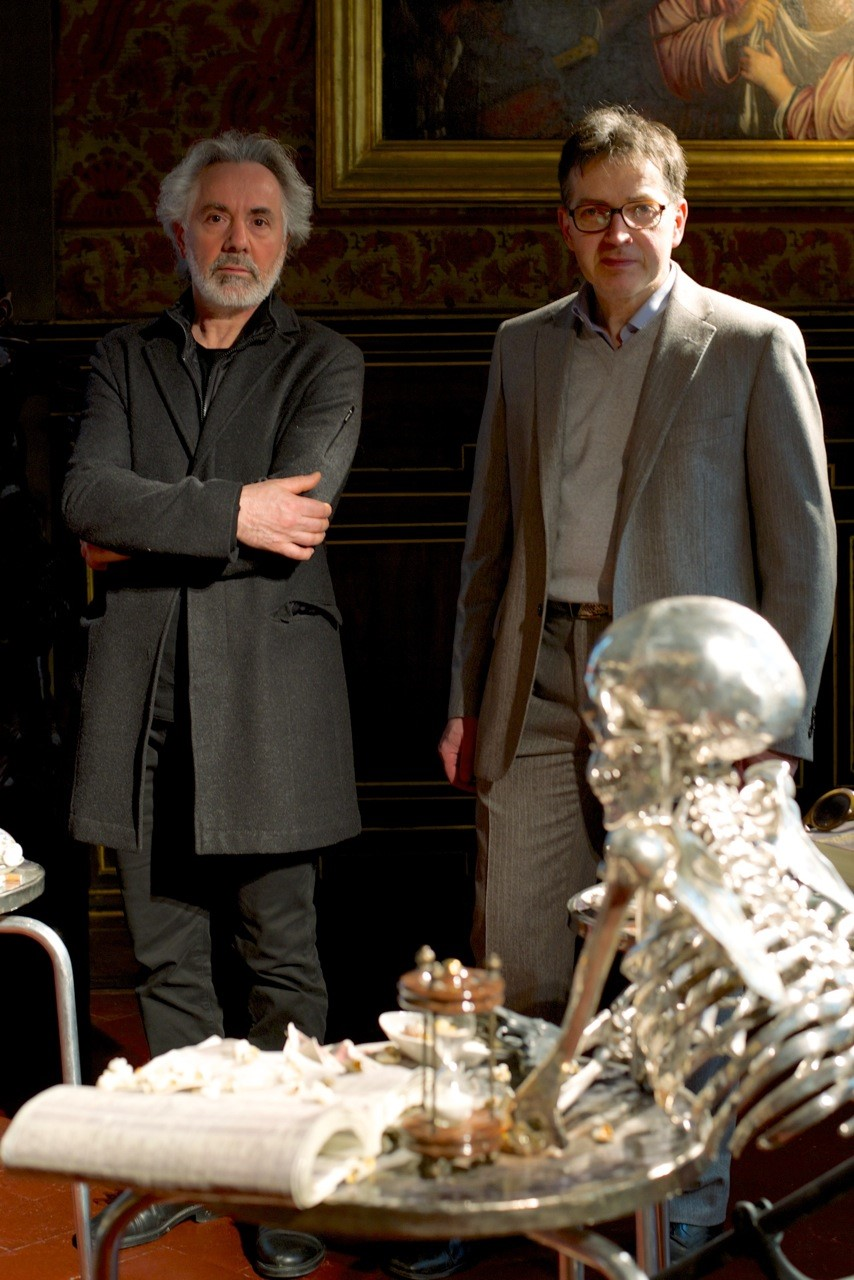
Giampaolo Bertozzi (Borgo Tossignano, 1957) e Stefano Dal Monte Casoni (Lugo, 1961-2023)

Bertozzi & Casoni è stato un sodalizio artistico formato da Giampaolo Bertozzi e Stefano Dal Monte Casoni, due scultori della ceramica italiani di fama internazionale capaci di coniugare tecnologie e materiali industriali con l'arte pittorica, privilegiando la ceramica per le prerogative del colore. La loro collaborazione è durata dal 1980, anno di fondazione della Bertozzi & Casoni con sede a Imola, al 2023, anno della morte di Casoni. Oggi il marchio continua a vivere nelle opere di Giampaolo Bertozzi.

## Storia
Giampaolo Bertozzi e Stefano Dal Monte Casoni si diplomano presso l'Istituto Statale d'Arte per la Ceramica «Ballardini» di Faenza. Successivamente frequentano l'Accademia di belle arti di Bologna. Dai primi anni Ottanta collaborano come ricercatori con il Centro Sperimentazioni e Ricerche sulla Ceramica della Cooperativa Ceramica d'Imola e realizzano due grandi installazioni, a Tama New Town (Tokyo 1989-90) e presso l'Ospedale Civile di Imola (“Ditelo con i fiori”).
Tra il 1983 e il 1994 instaurano stretti rapporti con il mondo del design collaborando con lo spazio Dilmos di Milano e partecipando a varie edizioni di Abitare il Tempo a Verona e della Triennale di Milano.
Negli anni Novanta raggiungono nuove perfezioni esecutive con opere quali “Bosco sacro” (1993), “Evergreen” (1995) e “Scegli il Paradiso” (1997) e iniziano a sperimentare l’uso di materiali e di tecnologie di derivazione industriale. Le loro opere, che spesso prediligono i temi iconografici della vanitas e del memento mori, vengono realizzate con incredibile resa oggettiva e attrazione per quanto è transitorio e peribile nella società contemporanea.
I musei e le più importanti gallerie d'arte nazionali e internazionali si interessano al loro lavoro.
Nel 2004 sono invitati ad esporre alla Tate Liverpool e alla XIV Quadriennale di Roma. 

Del 2007 è la mostra personale a Ca' Pesaro, Venezia (dove espongono tre grandi opere in concomitanza con la Biennale: “Composizione in bianco”, “Le bugie dell'arte” e “Composizione Scomposizione”) e del 2008 quella al Castello Sforzesco di Milano e al MIC di Faenza. 

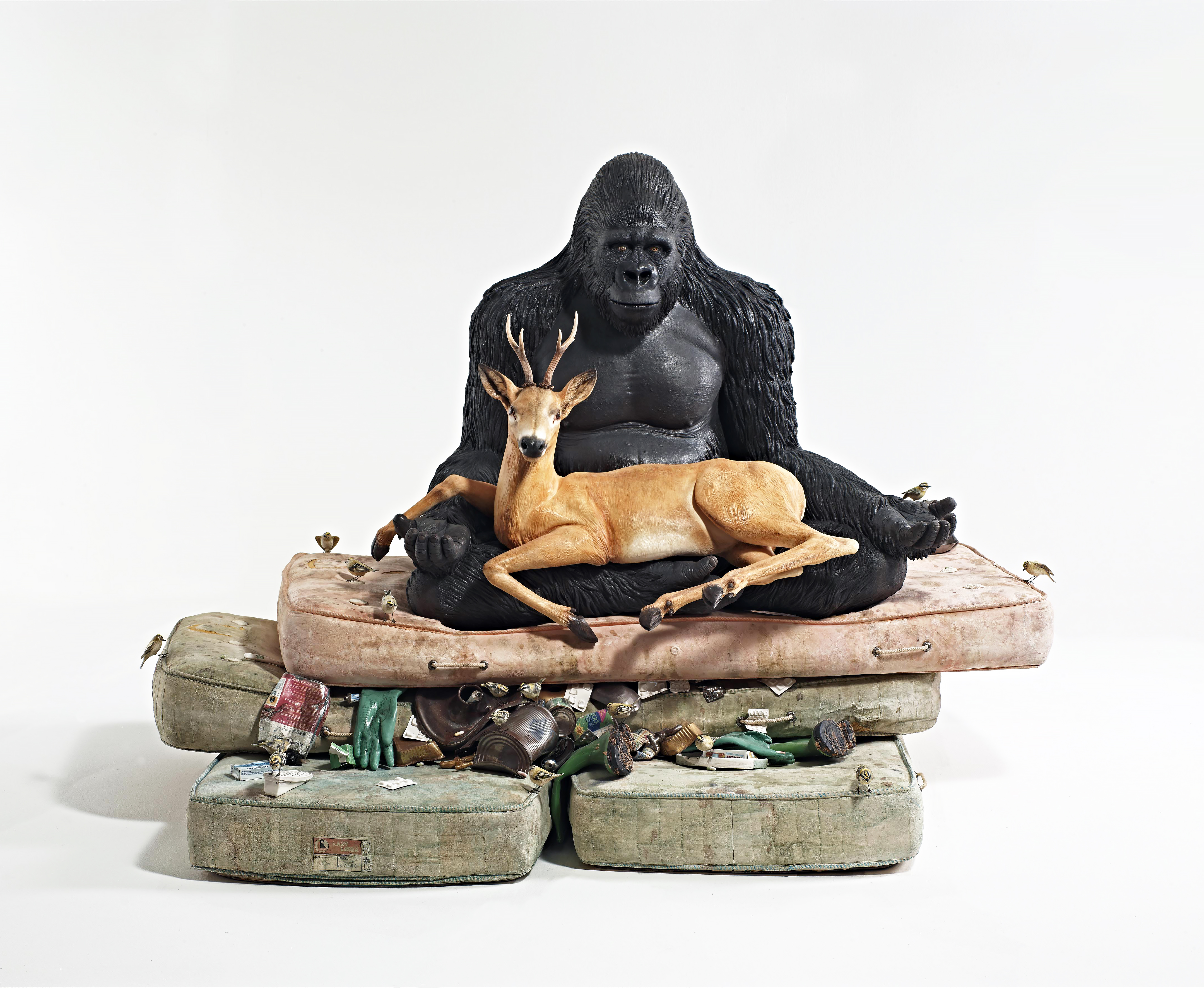
"Regeneration", 2012, ceramica policroma, 160x213x190 cm. Museo Bertozzi & Casoni, Cavallerizza Ducale, Sassuolo.

Nel 2009 i loro lavori sono esposti al Padiglione Italia della Biennale di Venezia (“Composizione non finita-infinita” e “Rebus”). 
Nel 2010 a All Visual Arts di Londra, alla Sperone Westwater di New York, alla Galleria Sperone a Sent e alla Fondazione Arnaldo Pomodoro di Milano. 
Nel 2011 espongono al Padiglione Italia della Biennale di Venezia (Sedia elettrica con farfalle) e a La Maison Rouge di Parigi. 
Nel 2012 espongono alla Galleria Robilant+Voena di Londra, alla Sperone Westwater di Lugano e di New York. Dello stesso anno è la personale a All Visual Arts di Londra dove viene esposta per la prima volta l’opera “Regeneration”. 
Del 2013 sono le mostre personali al Museum Beelden aan Zee all'Aia, alla Galleria Beck & Eggeling di Düsseldorf e del 2014 quelle alla Sperone Westwater di Lugano e nelle sale monumentali di Palazzo Te a Mantova. 
Del 2015 le personali alla Galleria Tega di Milano, alla Sperone Westwater di New York, al MAMbo di Bologna e la partecipazione a Expo Milano 2015. 
Del 2016 le personali nelle sale di Palazzo Larderel a Firenze (presentata dalla Galleria Il Quadrifoglio di Milano in collaborazione con Gian Enzo Sperone), alla GAM di Palermo, all’Espace Grandjean e al Museo Picasso di Vallauris, al Macist di Biella e al Palazzo Ducale di Massa. 
Il 2017 apre con le personali al Museo di Palazzo Poggi di Bologna e alla Pinacoteca Civica di Ascoli Piceno. Il 16 dicembre dello stesso anno è stato inaugurato il Museo Bertozzi & Casoni collocato al piano terra della Cavallerizza Ducale di Sassuolo, una mostra permanente che accoglie alcune delle più significative opere dei due artisti. 
Del 2018 la personale alla Rossi & Rossi di Hong Kong, del 2019 quelle al MARCA di Catanzaro e al Museo Morandi di Bologna e del 2020 la personale alla Chiesa di S. Agostino a Pietrasanta.
Il 13 maggio 2023 muore a Imola Stefano Dal Monte Casoni dopo una lunga malattia.
Da ottobre 2023, in concomitanza con l’inaugurazione della mostra Bertozzi & Casoni. Tranche de vie, il Museo San Domenico di Imola espone permanentemente un nucleo significativo di opere che testimoniano la loro produzione artistica.